# トラビアン・ロバートソン
トラビアン・ロバートソン（Travian Robertson 1988年12月9日- ）はノースカロライナ州ローリンバーグ出身の元アメリカンフットボール選手。ポジションはディフェンシブラインマン。

## 経歴
高校時代はテレル・マニングとチームメートであった。ACLを断裂した翌年の最終学年には74タックル、7.5サック、2ファンブルリカバー、4ファンブルフォースをあげた。Rivals.comからは、その年のディフェンシブエンドのプロスペクト中、全米8位、四つ星に評価された。
サウスカロライナ大学、ノースカロライナ大学、クレムゾン大学、ノースカロライナ州立大学、バージニア工科大学からリクルーティングを受け、サウスカロライナ大学へ進学した。
2007年には全12試合に出場し、7タックルをあげた。2008年は全13試合に出場し、17タックルをあげた。2009年は、4試合目のミシシッピ大学戦で右ひざを負傷し、残りシーズンを棒に振り、8タックルにとどまった。2010年には全14試合に先発出場し、42タックル、4サックをあげた。2011年には45タックル、8サックをあげた。大学5年間で先発31試合を含む56試合に出場した。
2012年のNFLドラフト7巡でアトランタ・ファルコンズに指名された。この年のドラフトでは、彼の他にサウスカロライナ大学からステファン・ギルモア、メルビン・イングラム、アルション・ジェフリー、ロキビアス・ワトキンス、アントニオ・アレンが指名された。
1年目の2012年は控えのディフェンシブエンドとして7試合に出場、2タックルをあげた。
2年目の2013年、シーズンの大部分でインアクティブであった。
2014年のトレーニングキャンプでファルコンズから解雇された。その後同年8月31日、ファルコンズとプラクティススクワッド契約を結んだ。同年11月18日、シアトル・シーホークスとプラクティススクワッド契約を結んだが12月26日にウェイバーされた。ジェイソン・ハッチャーが故障者リスト入りするワシントン・レッドスキンズと12月27日に契約を結んだが、2015年9月5日、ファイナルロースターカットで解雇された。
2017年にジョージア州立大学のグラジュエイトアシスタントコーチに就任、2019年に同大学のディフェンスラインコーチに就任した。